# Szulpirid
A szulpirid szubsztituált benzamid származék. Atípusos neuroleptikum, amely elsősorban a mezolimbikus dopaminerg rendszerben fejti ki kémiai hatását.

## Hatása
Szelektíven blokkolja az adott struktúrák preszinaptikus auto-, valamint posztszinaptikus D2-receptorait. Ez a hatása dózisfüggő, azaz kis adagban alkalmazva a preszinaptikus úton létrejövő dopamin-agonista, nagy adagban viszont a posztszinaptikus eredetű dopamin-antagonista hatások túlsúlya alakul ki.
Az agyi D2, D3 és D4 dopamin receptorok szelektív antagonistája. Nincs számottevő affinitása a nem dopaminerg receptorokhoz. Alacsony adagban a preszinaptikus dopamin autoreceptorokat bénítja, ami a dopamin release fokozódásához vezet, tehát nettó dopamin agonista hatása van. Magasabb adagban a posztszinaptikus dopamin receptorok is gátlás alá kerülnek, tehát a dopamin antagonista hatások kerülnek előtérbe. Ezen alapul kettős, dózisfüggő hatásmechanizmusa: alacsonyabb adagokban a predominánsan negatív tünetekre (érzelmi elsivárosodás, beszéd szegényessége, anergia, apátia) kedvező hatást gyakorol, míg magasabb adagokban a produktív tüneteket (formális gondolkodási zavarok, hallucinációk, téveszmék) enyhíti. Extrapiramidális mellékhatást okozó képessége csekély.
Sajátos hatásmechanizmusa miatt extrapiramidális mellékhatásai enyhék és az eddigi tapasztalatok alapján tartós szedése után sem valószínű tardív dyskinesia kialakulása.
A szulpirid határterületet jelent a neuroleptikumok és a thymolepticumok között.

## Fordítás
- Ez a szócikk részben vagy egészben  a   Sulpiride című angol Wikipédia-szócikk fordításán alapul.  Az eredeti cikk szerkesztőit annak laptörténete sorolja fel. Ez a jelzés csupán a megfogalmazás eredetét és a szerzői jogokat jelzi, nem szolgál a cikkben szereplő információk forrásmegjelöléseként.